# Влак у снијегу (филм)
„Влак у снијегу” је југословенски филм први пут приказан 10. јуна 1976 године. Режирао га је Мате Реља који је написао и сценарио по делу Мате Ловрака.
Филм се снимао од 1973. до 1976. године. Већина глумаца у филму била су деца из подручне школе у Циглени.
Филм је један од најпознатијих југославенских дечијих филмова.

## Радња
Основна школа у Великом Селу организована је на принципу задруге па је деци остављена слобода иницијативе у многим подухватима.
Одлазе на школски излет у град и предност принципа задруге долази до изражаја на повратку са излета, кад је воз захватила сњежна мећава. Без учитеља који се разболио и остао у граду, ученици преузимају иницијативу и покушавају се избавити из незавидне ситуације...

## Улоге
| Глумац          | Улога              |
| --------------- | ------------------ |
| Славко Штимац   | Љубан Марић        |
| Гордана Инкрет  | Драга              |
| Жељко Малчић    | Перо               |
| Едо Перочевић   | Кондуктер          |
| Ратко Буљан     | Учитељ             |
| Антун Налис     | Уредник новина     |
| Бранко Матић    | Ложач у локомотиви |
| Војкан Павловић | Стројовођа         |
| Владимир Бачић  | Влаковођа          |

Остале улоге ▼
| Глумац           | Улога                 |
| ---------------- | --------------------- |
| Марија Алексић   | Часна сестра          |
| Фрањо Бенковић   |                       |
| Мирко Боман      | Графичар              |
| Фрањо Фрук       | Полицајац             |
| Олга Пивац       | Продавачица на пијаци |
| Јожа Шеб         | Продавац песка        |
| Антун Врбенски   |                       |
| Бисерка Врбенски |                       |